# Podnoszenie ciężarów na Igrzyskach Panamerykańskich 2011
Podnoszenie ciężarów na Igrzyskach Panamerykańskich 2011 odbywało się w dniach 23–27 października 2011 roku. Stu dwudziestu pięciu zawodników obojga płci rywalizowało w Foro de Halterofilia łącznie w piętnastu konkurencjach.

## Podsumowanie

### Klasyfikacja medalowa
| Klasyfikacja medalowa | Klasyfikacja medalowa | Klasyfikacja medalowa | Klasyfikacja medalowa | Klasyfikacja medalowa | Klasyfikacja medalowa |
| Miejsce               | Państwo               | Złoto                 | Srebro                | Brąz                  | Razem                 |
| --------------------- | --------------------- | --------------------- | --------------------- | --------------------- | --------------------- |
| 1                     | Kuba                  | 4                     | 0                     | 0                     | 4                     |
| 2                     | Kolumbia              | 3                     | 4                     | 4                     | 11                    |
| 3                     | Ekwador               | 3                     | 1                     | 1                     | 5                     |
| 4                     | Wenezuela             | 1                     | 8                     | 1                     | 10                    |
| 5                     | Kanada                | 1                     | 0                     | 1                     | 2                     |
| 6                     | Brazylia              | 1                     | 0                     | 0                     | 1                     |
| =                     | Dominikana            | 1                     | 0                     | 0                     | 1                     |
| =                     | Portoryko             | 1                     | 0                     | 0                     | 1                     |
| 9                     | Meksyk                | 0                     | 1                     | 5                     | 6                     |
| 10                    | Chile                 | 0                     | 1                     | 0                     | 1                     |
| 11                    | Stany Zjednoczone     | 0                     | 0                     | 3                     | 3                     |
| Razem                 | Razem                 | 15                    | 15                    | 15                    | 45                    |

### Medaliści
| Konkurencja    | 1. miejsce            | 2. miejsce        | 3. miejsce        |
| Mężczyźni      | Mężczyźni             | Mężczyźni         | Mężczyźni         |
| -------------- | --------------------- | ----------------- | ----------------- |
| do 56 kg       | Sergio Alvarez Boulet | Sergio Rada       | José Montes       |
| do 62 kg       | Óscar Figueroa        | Jesús López       | Diego Salazar     |
| do 69 kg       | Israel Rubio          | Junior Sánchez    | Doyler Sánchez    |
| do 77 kg       | Iván Cambar           | Ricardo Flores    | Chad Vaughn       |
| do 85 kg       | Yoelmis Hernández     | Carlos Andica     | Kendrick Farris   |
| do 94 kg       | Javier Venega         | Herbys Márquez    | Eduardo Gudamud   |
| do 105 kg      | Jorge Arroyo          | Julio Luna        | Donald Shankle    |
| powyżej 105 kg | Fernando Reis         | Yoel Morales      | George Kobaladze  |
| Kobiety        |                       |                   |                   |
| do 48 kg       | Lely Burgos           | Betsi Rivas       | Katherine Mercado |
| do 53 kg       | Yuderqui Contreras    | Inmara Henríquez  | Francia Peñuñuri  |
| do 58 kg       | María Escobar         | Jackelina Heredia | Lina Rivas        |
| do 63 kg       | Christine Girard      | Nisida Palomeque  | Luz Acosta        |
| do 69 kg       | Mercedes Pérez        | Cynthia Domínguez | Aremi Fuentes     |
| do 75 kg       | Ubaldina Valoyes      | María Valdés      | María Álvarez     |
| powyżej 75 kg  | Olivia Nieve          | Yaniuska Espinoza | Tania Mascorro    |